# 姝子內親王
姝子內親王（1141年12月7日 - 1176年7月20日），為二条天皇中宮。幼名乙姬宮、初名壽子，後更名為姝子。鳥羽天皇皇女，母美福門院藤原得子，同母兄弟姐妹為近衛天皇、叡子內親王、暲子內親王（八条院）。
永治元年（1141年）十一月初八於六条第出生，並在母親藤原得子的娘家－白河押小路殿長大。久安2年（1146年）舉行著袴儀式。久壽元年（1154年）8月內親王宣下。保元元年（1156年），成為皇太子守仁親王（即二条天皇，美福門院養子）之妃。保元2年（1157年）得到准三宮的地位。二条天皇即位的次年，即在平治元年（1159年）姝子內親王獲冊封為中宮。同年因平治之亂，而和天皇一同退出宮廷，避居在平清盛位於六波羅的宅第。永曆元年（1160年）因病出家。應保2年（1162年）成為女院，院號為，因立后儀式於高松殿舉行，故以高松院為院號。之後二條天皇在永万元年（1165年）崩御。安元二年（1176年）六月十三日，姝子內親王因腳氣病併發痢疾而崩御，享年36歲。
姝子內親王與二條天皇之間並無親生子女，不過其寡居後與天台宗僧人澄憲（信西之孫）密通，生下一女八条院高倉，八条院高倉後出仕為暲子內親王的女房，是女房三十六歌仙之一。